# Tylko jeden
Tylko jeden – amerykański film fabularny (sensacyjny) z 2001 roku w reżyserii Jamesa Wonga. W roli głównej wystąpił Jet Li.

## Fabuła
Agent Między Wszechświatowego Biura Śledczego, Yulaw (Jet Li), przemierza 123 wszechświaty, wyłapując i zabijając swoje alternatywne istnienia. Likwidując je, przejmuje ich moc i energię, stając się nadludzko sprawny. Nikt nie jest w stanie stanąć mu na drodze do osiągnięcia celu. Po latach podróży i walk pozostaje mu już tylko jeden wszechświat, w którym wciąż żyje jego „drugie ja”. Tym razem trafia na godnego sobie przeciwnika.

## Obsada
- Reżyseria:
  - James Wong
- Scenariusz:
  - Glen Morgan
  - James Wong
- Aktorzy:
  - Jet Li – Yulaw/Gabriel
  - Delroy Lindo – Roedecker
  - Jason Statham – Funsch
  - Carla Gugino – T.K.
  - Mark Borchardt – Cesar
  - Archie Kao – Woo
  - Kim McKamy – Doktor
  - James Morrison – Bobby Aldrich
  - Richard Steinmetz – D'Antoni
  - Dylan Bruno – Yates
  - Ron Zimmerman – Ronnie
- Muzyka:
  - Trevor Rabin
- Producent:
  - Steve Chasman
  - Glen Morgan
  - Charles Newirth
  - James Wong